# Waldo Motta
Walto Motta (o Valdo Motta, nombre artístico de Edivaldo Motta) (São Mateus, 27 de octubre de 1959) es un poeta, autor, numerólogo, curador, místico y activista cultural brasileño comúnmente ligado a la generación marginal de la década de 1980 y, específicamente, a la de 1990. señalado como una de las voces más representativas de la poesía brasileña de fines del siglo XX e inicios del siglo XXI, junto con Fabrício Carpinejar, Angélica Freitas, Micheliny Verunschk, Frederico Barbosa, Cláudia Roquette-Pinto y Cuti. Su obra es bastante conocida por la intertextualidad que conecta el erotismo a la religión, además de tratar explícitamente temas esotéricos como la cábala, la numerología, cosmovisiones indígenas y religiones afrobrasileñas.